# فولتا مايوركا 2023
فولتا مايوركا 2023 (بالإسبانية: Challenge Ciclista a Mallorca 2023)‏ هو سباق دراجات هوائية، وهو الموسم الثاني والثلاثين من فولتا مايوركا ‏، وأقيم خلال الفترة من 25 يناير 2023، وحتى 29 يناير 2023.
.

## الفرق
| فرق عالمية (8)- Bora-Hansgrohe - Arkéa-Samsic - Cofidis - EF Education-EasyPost - Intermarché-Circus-Wanty - Movistar Team - Soudal Quick-Step - UAE Team Emirates فرق برو (10)- برجس بي إتش 2023 ‏ - كاجا رورال-سيغوروس 2023 ‏ - فريق إيولو كوميت لركوب الدراجات 2023 ‏ - أوسكالتيل أوسكادي 2023 ‏ - Equipo Kern Pharma ‏ - Green Project-Bardiani CSF-Faizanè - Human Powered Health - Israel-Premier Tech - Lotto Dstny - سبورت فلاندرين بالويس ‏ فرق قارية (2)- إلكترو هايبر يوروبا ‏ - Project Echelon Racing ‏ فريق وطني- فريق إسبانيا لركوب الدراجات للرجال ‏ |  |
| |  |

## النتيجة
| 25 يناير | تروفيو كالفيا             | روي كوستا          | Louis Vervaeke ‏      | Ben Healy (cyclist) ‏ |
| 26 يناير | تروفيو سيس سالينس         | ماريجن فان دن بيرغ | Ethan Vernon ‏        | بينيام جيرماي        |
| 27 يناير | تروفيو بولينسا-أندراتكس   | Kobe Goossens ‏     | Pelayo Sánchez ‏      | Lennert Van Eetvelt ‏ |
| 28 يناير | تروفيو سيرا دي ترامونتانا | Kobe Goossens ‏     | Lennert Van Eetvelt ‏ | Ilan Van Wilder ‏     |
| 29 يناير | تروفيو بالما              | Ethan Vernon ‏      | بينيام جيرماي        | Jarne Van de Paar ‏   |

## وصلات خارجية
- الموقع الرسمي